# Somhlolo National Stadium
Das Somhlolo National Stadium ist ein Fußballstadion mit Leichtathletikanlage in der eswatinischen Stadt Lobamba. Die 1968 errichtete Anlage wird hauptsächlich für Fußballspiele genutzt und bietet 20.000 Zuschauern Platz. Der Name des Nationalstadions erinnert an Somhlolo († 1839), der als Oberhäuptling Sobhuza I. als Gründervater Eswatinis angesehen wird. Er hatte seinen Nkhosi-Dlamini-Clan in das Gebiet von Lobamba geführt, dort die Macht übernommen und die Souveränität gesichert, die 1968 zur Unabhängigkeit führte.